# فرانسیسکو گاتورنو
فرانسیسکو گاتورنو (انگلیسی: Francisco Gattorno؛ زادهٔ ۱۲ اکتبر ۱۹۶۴) یک هنرپیشه اهل مکزیک است.
از فیلم‌ها یا برنامه‌های تلویزیونی که وی در آن نقش داشته است می‌توان به توت‌فرنگی و شکلات و آنچه بالا می‌رود اشاره کرد.